# دائرة غبسلند
دائرة غبسلند (بالإنجليزية: Division of Gippsland) هي دائرة انتخابية أسترالية تقع في ولاية ڤكتوريا. تأسست هذه الدائرة سنة 1900، وكانت إحدى الدوائر الأصلية الخمسة والستون التي خيضت فيها أولى الانتخابات الفدرالية. سُمّيت الدائرة نسبةً إلى منطقة غبسلند الواقعة شرق ڤكتوريا، والتي استمدّت اسمها بدورها من السير جورج غبس (بالإنجليزية: George Gipps)، حاكم نيوساوث ويلز ما بين سنتيّ 1838 و1846. تشمل الدائرة بلدات بيرنسدال، ومورويل، وسيل، وترارالغون.
رُسمت حدود الدوائر الانتخابية الفدرالية في أستراليا بدايةً من سنة 1984 عبر عمليات إعادة ترسيم تنفذها لجنة إعادة التوزيع التي تُعيَّن من قبل اللجنة الانتخابية الأسترالية. وتُجرى عمليات إعادة التوزيع هذه لحدود الدوائر في ولاية معينة كل سبع سنوات، أو قبل ذلك إذا طرأ تغيير على عدد المقاعد التي تستحقها الولاية في البرلمان، أو إذا أصبحت الدوائر في تلك الولاية غير متوازنة في التمثيل السكاني.
هذه الدائرة إحدى دائرتين أصليتين في ڤكتوريا لم تنتخبا قطّ عضوًا مدعومًا من حزب العمال، أما الدائرة الأخرى فهي كُيُنغ (بالإنجليزية: Kooyong). ظلّت هذه الدائرة بيد الحزب الوطني الأسترالي، وسابقه حزب الريف، منذ سنة 1922، وهي المقعد الوحيد الذي حافظ عليه الحزب دون انقطاع منذ تأسيسه. وعلى الرغم من ذلك، فإن حدودها الجديدة تضم معظم منطقة وادي لاتروب الصناعية.